# Wim De Smet
Pour les articles homonymes, voir De Smet.
Wim De Smet, né le 19 octobre 1932 à Anvers et mort le 10 mars 2012 à Brasschaat, est un zoologiste belge flamand, spécialiste des mammifères marins et un espérantiste. Il a publié un grand nombre d'articles scientifiques et de vulgarisation en néerlandais, anglais, français et espéranto. Il a élaboré un nouveau système pour la désignation et la classification des animaux et des plantes.

## Biographie

### Recherche et enseignement
Wim De Smet a été diplômé en zoologie en 1954 à l'université catholique de Louvain, après quoi il est devenu professeur dans les écoles secondaires (1955-1961) et a terminé ses études et de recherches dans les universités étrangères : Bloemfontein, Padoue, Stockholm, Glasgow et plus tard dans les instituts de recherches d'Amsterdam et d'Utrecht. En 1961, il a été nommé au titre de "chercheur junior" au Fonds de recherche national belge jusqu'en 1963. En 1966, Wim De Smet a obtenu un doctorat à l'université catholique de Louvain. Dans les années 1963-1968, il a travaillé en tant qu'assistant éducatif à l'Institut des Sciences naturelles. De 1968 à 1980, il était chercheur au Centre de recherche de l'université d'Anvers. En 1975, en raison de ses mérites dans le domaine des mammifères marins, Wim De Smet a reçu le prix Henri Schouteden par l'Académie royale flamande de Belgique pour la science et les arts. De 1980 à 1984, il était chargé du Département des Services scientifiques générales à l'Institut des Sciences naturelles. Il a servi en tant que professeur de zoologie à l'Université nationale de Ruanda (1986-1987) et à des institutions similaires au Suriname (1988-1990) et au Gabon (1991-1994) jusqu'à sa retraite en 1994.

### Zoologiste
Wim De Smet constata des imperfections dans le Code international de nomenclature zoologique qui définit et édicte les règles d'élaboration et de priorité des noms scientifiques des organismes animaux. Il a commencé à développer un concept entièrement nouveau, sans distinction entre les animaux ou les plantes, y compris avec la possibilité d'y classer les bactéries dans le système. Il traduisit les noms existants en espéranto. Il s'engagea dans une simplification, une modernisation et une meilleure gestion de l'ancien et respectable Systema naturae de Carl von Linné. L'un des objectifs était de limiter le nombre des noms, par exemple l'élimination des noms des genres. Il a été l'initiateur de la Nomenclature Biologique Nouvelle (N.B.N.) ou en espéranto, Nova Biologia Nomenklaturo qui est un système pour nommer les espèces et autres taxons d'animaux, de plantes et autres organismes vivants, selon une autre méthode que la  nomenclature traditionnelle . Ce projet a été développé entre 1970 et 2005 avec l'appui de l'association pour l'introduction d'une nouvelle nomenclature en biologie.
Selon Wim De Smet, les avantages de N.B.N. sont les suivants :
1. Un système à postériori : N.B.N. réutilise l'expérience de plus de 200 ans de science de la nomenclature en conservant les bons aspects et en évitant les moins bons ; en outre N.B.N. exploite les compétences de la biologie moderne et les connaissances accumulées sur les espèces et la taxonomie.
2. Un système clairement défini : Les règles sont connues précisément avant que le nom soit élaboré.
3. Un système avec des garanties : Les noms ne sont pas issus de la cogitation d'une seule personne, ils sont de plus validés par trois biologistes compétents.
4. Un système mémorisable : Les noms sont constitués de mots normalisés (selon les cas de un, deux ou trois mots).
5. Un système régulier : Le même suffixe pour les taxons de mêmes niveau.
6. Un système qui guide : Chaque nom N.B.N. peut être relié au nom de l'ordre auquel le taxon appartient (dans le règne animal il existe environ 350 ordres dont 200 environ sont connus des biologistes experts et 100 des simples biologistes ou des naturalistes, donc il existe une quantité de termes mémorisables).
7. Unicité du système : Les mêmes règles sont utilisées pour les animaux, les plantes, les bactéries et autres.
8. Descriptions non ambigües, complètement en Espéranto.
9. Limitation de la quantité de vocabulaire par l'usage répété des mêmes termes (par exemple, les types de famille, les types d'ordre...).
10. Nouveaux choix rationnels des types pour les taxons, prenant en compte les espèces les mieux connues.
11. Nouvelles perspectives pour les musées s'ils veulent conserver les types des familles ou des rangs supérieurs.
12. Un nom N.B.N. est facilement reconnaissable dans un texte par l'usage d'astérisques ou de groupes de lettres  N.B.N.
13. Un système adapté à l'informatique.

### Espérantiste
Depuis 1957, Wim De Smet, polyglotte et passionné de linguistique, s'est intéressé à la langue universelle l'espéranto. Il était une figure bien connue en Flandre au sein du mouvement espérantiste flamand. À cet égard, il a publié un manuel d'autoformation en 1982. Il a été le principal initiateur de l'idée d'organiser le 67e Congrès mondial d'espéranto à Anvers en 1982. En raison d'une contribution écrite espéranto, De Smet a gagné le UMEA-prix au Japon.
Plus tard, il devint professeur titulaire de l'Académie internationale des sciences de Saint-Marin à Saint-Marin.
Il traduisit la Nomenclature Biologique Nouvelle en espéranto sous l'intitulé Nova Biologia Nomenklaturo.